# Tangelo
De tangelo (Citrus ×tangelo) is een citrusvrucht. Het is een hybride tussen een mandarijn (Citrus reticulata) en een pomelo (Citrus ×grandis) of grapefruit (Citrus ×paradisi). De vrucht is mogelijk al zo'n 3500 jaar geleden in Zuidoost-Azië ontstaan door kruisbestuiving. 
De tangelo is sappig en bevat maar weinig vruchtvlees. De smaak lijkt enigszins op die van een mandarijn. 

## Variëteiten

### Minneola
De Minneola-tangelo is een hybride van de 'Duncan'-grapefruit en 'Dancy'-mandarijn. De Minneola is gemakkelijk te onderscheiden door de uitstulping aan de bovenkant van de vrucht. De vrucht is extreem sappig en een beetje zoet met een klein vleugje zuur. Het vruchtvlees is oranje in kleur. De Minneola wordt geplukt in januari en februari.

### Orlando
De Orlando-tangelo staat bekend om zijn sappige, milde en zoete smaak. Deze variëteit heeft een halfronde vorm en is iets groter dan de Minneola. De uitstulping bij de Minneola ontbreekt bij de Orlando-variëteit. De Orlando-tangelo wordt geplukt tussen november en februari.

## Wisselwerking met medicijnen
Uit onderzoek door het Amerikaanse ministerie van landbouw is tot nu toe gebleken dat, in tegenstelling tot bij de grapefruit, interacties met statines niet waarschijnlijk zijn in tangelo's, ondanks het feit dat de vrucht een kruising is tussen een pomelo of grapefruit en een mandarijn. Blijkbaar komen de furocoumarinen in tangelo's niet tot uitdrukking. 